# Podocarpus bracteatus
Podocarpus bracteatus är en barrträdart som beskrevs av Carl Ludwig von Blume. Podocarpus bracteatus ingår i släktet Podocarpus och familjen Podocarpaceae. IUCN kategoriserar arten globalt som livskraftig. Inga underarter finns listade i Catalogue of Life.